# Neuschloss Marcell
Neuschloss Marcell, vezetékneve olykor Neuschlosz formában is (?, 1853. augusztus 28. – Budapest, 1905. március 8.) zsidó származású magyar építész, gyáros és építési vállalkozó.

## Élete
Neuschloss Simon és Hirschler Jozefa fia, Neuschloss Kornél építész rokona.
Elsősorban építési vállalkozóként működött a századforduló idején fivérével Neuschloss Ödönnel (1851–1904), azonban néhány épületnél a tervezők is ők voltak.
Mindketten tagjai voltak a Magyar Mérnök- és Építész Egyletnek, és alapítói az Építő Ipar című szaklapnak. Szabadkőműves volt, 1894-ben a magyarországi Szimbolikus Nagypáholy ügyvezető nagymesterévé választotta. Tisztségét 1900-ig töltötte be.
Neuschloss Marcell 1905-ben hunyt el alig 51 éves korában. Feleségét Hirschler Rózának hívták, öt kiskorú gyermeket hagyott hátra maga után. Halála után özvegye vette át építészeti vállalkozását.
Így emlékeztek meg róla halálakor a Magyar Nemzet című újságban:
„A két Neuschloss-testvér volt a megalapítója a Gyermekvédő Egyesületnek s úgyszólván a saját pénzükből építették fel ennek a házát az Egressy úton. Hasonlóképp ők alkották meg a szegény cselédek gondozását czélzó Mártha-Egyesületet. Mindkét intézetnek Neuschloss Marczell volt az elnöke s a közös cégük a kiapadhatatlan anyagi támogatója. Ezenkívül még számos közintézetet segélyezett állandóan a két testvér, akiket a sors, igaz, hogy dús javakkal látott el, de akik mindent a saját szorgalmuknak és üzleti ügyességüknek köszönhettek. Nagy érdemük volt a hazai faipar fejlesztésében s a cégnek óriási fatelepeik vannak Magyarországon, Boszniában és Horvátországban. Az ipar körül kifejtett érdemeik elismeréséül a király is több ízben kitüntette a két testvért. Marczell a királyi tanácsosságot s később a Ferencz József-rendet kapta. Igazgatósági tagja volt az Országos Iparegyesületnek is.”

## Ismert épületeik listája

### Önálló munkák
- 1896: Régi Korcsolyacsarnok, Budapest, Széll Kálmán tér[6] – már 1913-ban elbontották, helyére Sándy Gyula tervezett újabb korcsolyacsarnokot

### Csak kivitelezők

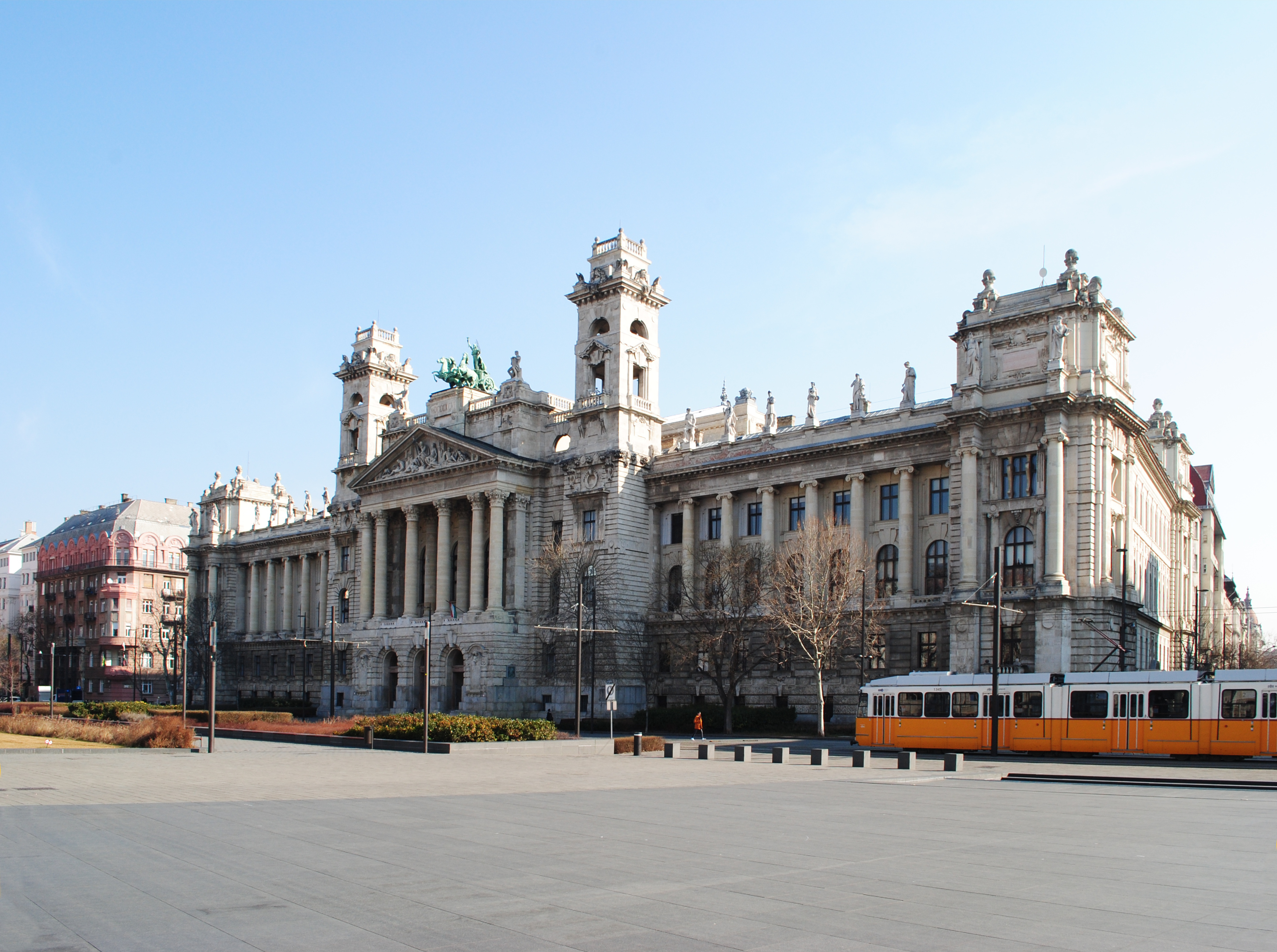
Igazságügyi palota, Budapest

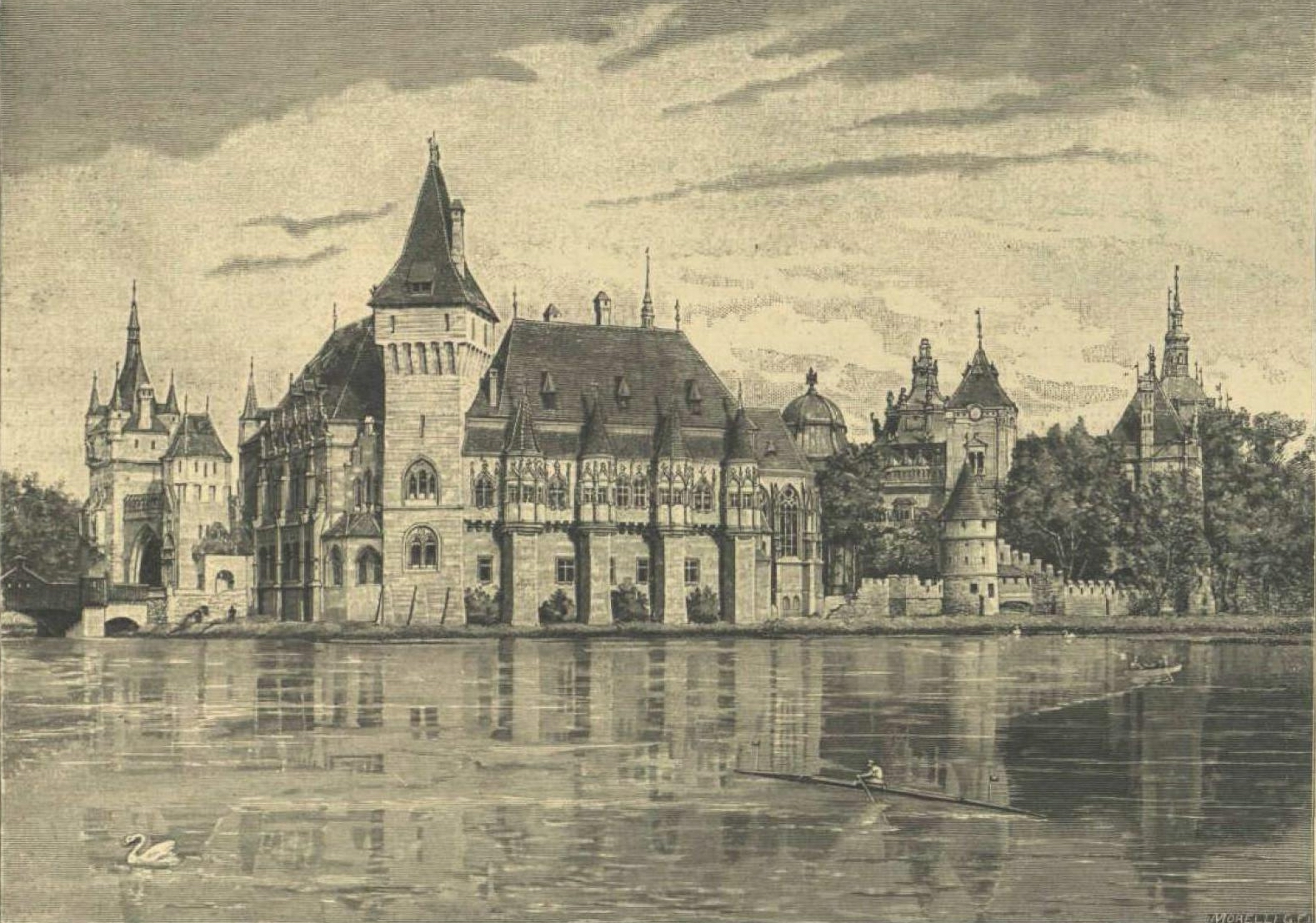
Az 1896-os, eredeti Vajdahunyad vára (1896-os millenniumi ünnepségek)

- 1896: Igazságügyi palota, Budapest, Kossuth Lajos tér 12. (tervezte: Hauszmann Alajos)[3] – az épületben később a Néprajzi Múzeum működött évtizedeken keresztül
- hadapródiskola, Pécs[3]
- hadapródiskola, Sopron[3]
- 1898: hadapródiskola, Nagyvárad[3] (tervezte: Alpár Ignác)[7]
- laktanya, Przemysl[3]
- laktanya, Lemberg[3]
- laktanya, Vác[3]
- laktanya, Nagyvárad[3]
- épületek Eperjesre[3]
- épületek az 1896-os millenniumi ünnepségekre a Városligetben (ideiglenes épületek, a kiállítás után elbontották őket):
  - Történelmi Épületcsoport, a közbeszédben Vajdahunyad vára (tervezte: Alpár Ignác)[3][8] – az ideiglenesnek szánt épületet 1899-ben[9] lebontották, majd 1902 és 1908 között újjáépítették[9]
  - I. sz. (fő)kapu (tervezte: Jámbor Lajos)[10]
  - Singhoffer halász-csárdája (tervezte: Schörner István)[11]
  - Hadfölszerelési pavilon (tervezte: Quittner Zsigmond)[12]
  - A kereskedelem-, pénz- és hitelügy csarnoka (tervezte: Quittner Zsigmond)[13]
  - Az ősfoglalkozások (halászat, vadászat, pásztorélet) 2 csarnoka (tervezte: Alpár Ignác)[14]
  - A bányászat és kohászat csarnoka (tervezte: Korb Flóris, Giergl Kálmán)[15]
  - A Salgótarjáni Kőszénbánya Rt. csarnoka (tervezte: Korb Flóris, Giergl Kálmán)[16]
  - A posta-, távíró- és telefon csarnok (tervezte: Kovrig Tivadar)[17]
  - Vidéki sörkóstoló csarnok (tervezte: műszaki osztály)[18]
  - Igazságügyi csarnok (tervezte: Bierbauer István)[18]
  - Gépcsarnok (tervezte: Korb Flóris, Giergl Kálmán)[19]
  - Malomipari csarnok (tervezte: Quittner Zsigmond)[20]
  - Ganz és társa csarnoka (tervezte: Ray Rezső Lajos)[20]
  - Apolló Kőolaj Finomító Társaság csarnoka (tervezte: Ray Rezső Lajos)[21]
  - Torontál vármegye csarnoka (tervezte: Jakab Dezső)[22]
  - József főherceg csarnoka (tervezte: Quittner Zsigmond)[23]

### Tervben maradt
- 1913: Dunakeszi Főműhely (ma: Dunakeszi Járműjavító Kft.), Dunakeszi[24]

## Képtár

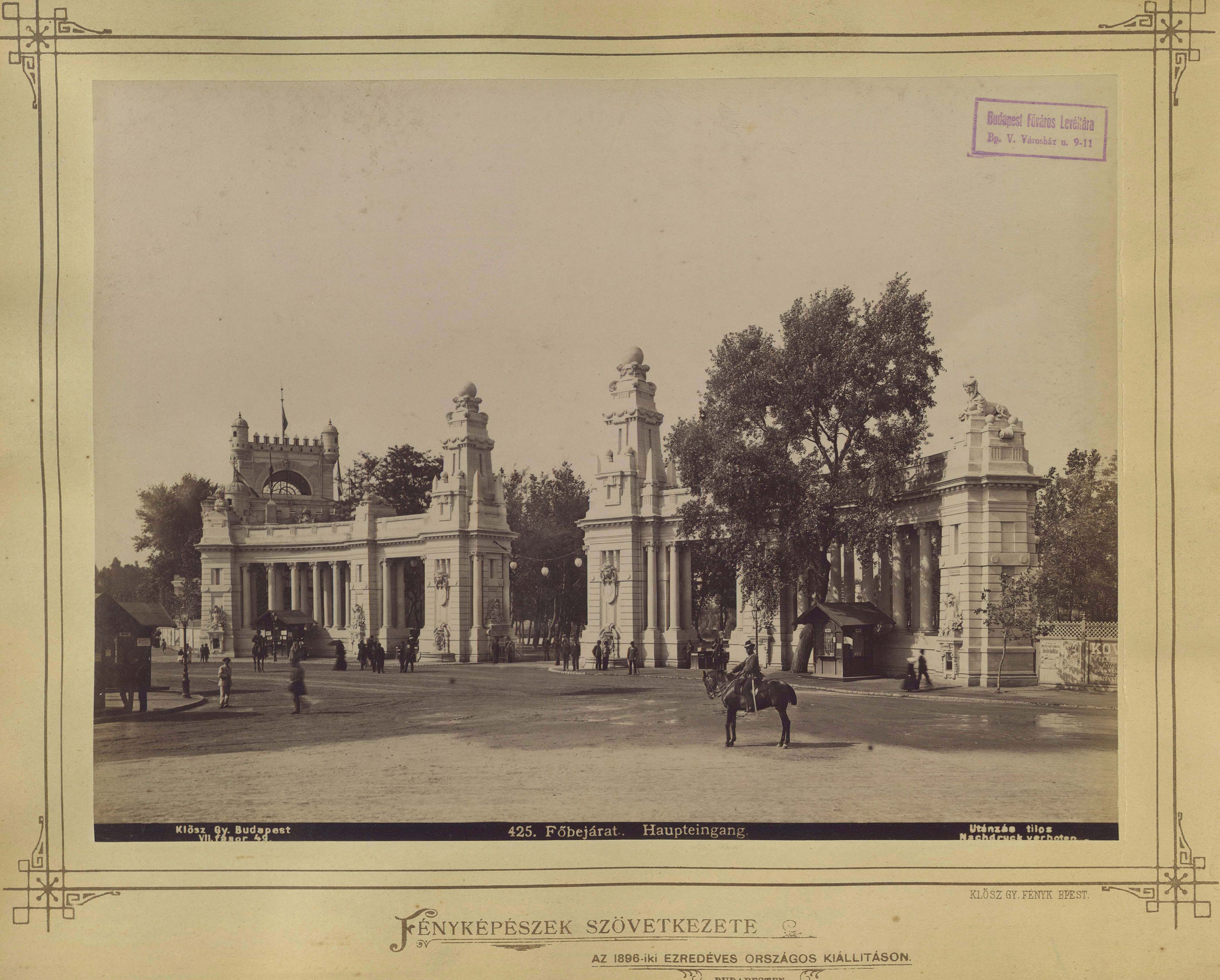
I. sz. (fő)kapu (1896-os millenniumi ünnepségek)
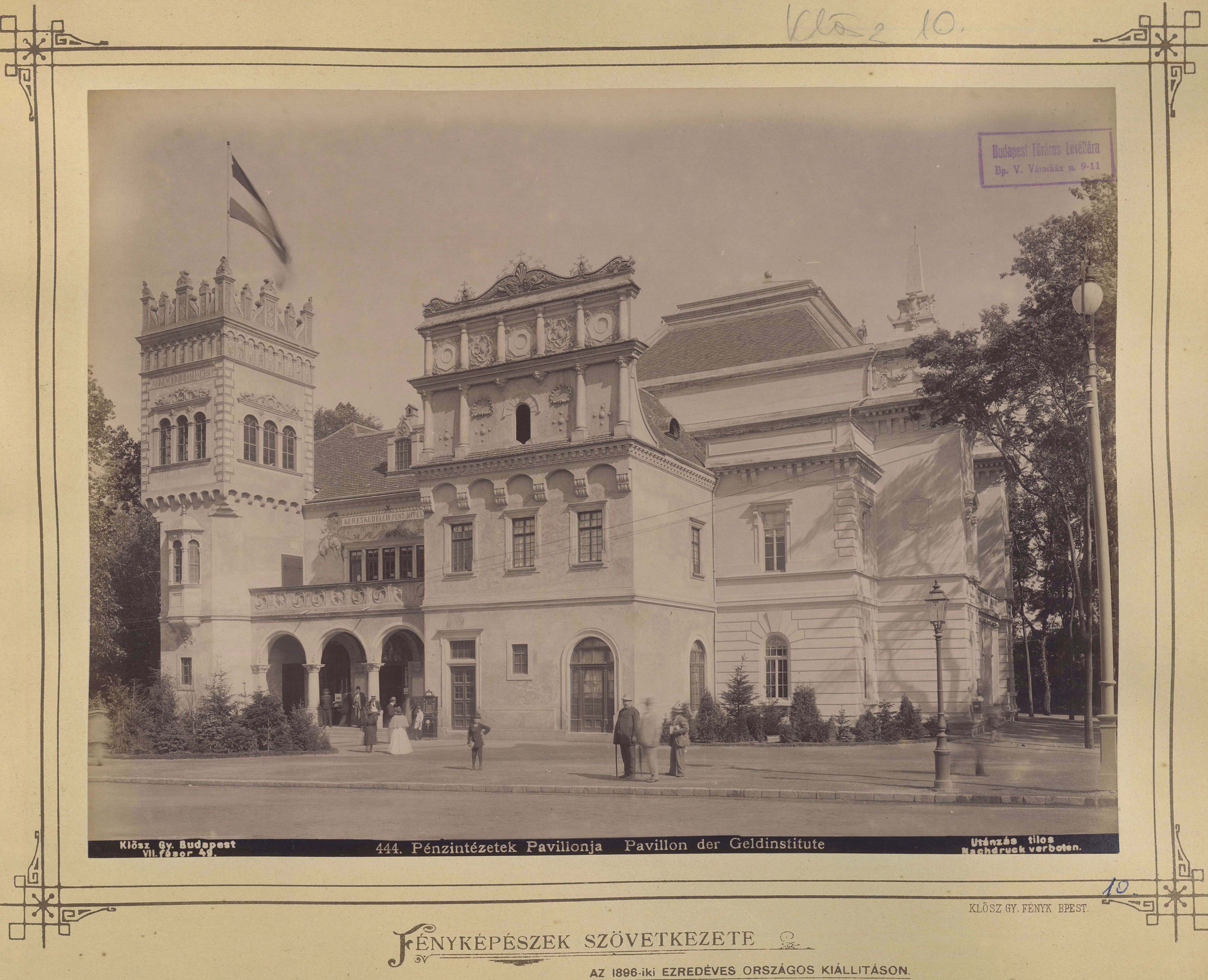
A kereskedelem-, pénz- és hitelügy csarnoka  (1896-os millenniumi ünnepségek)
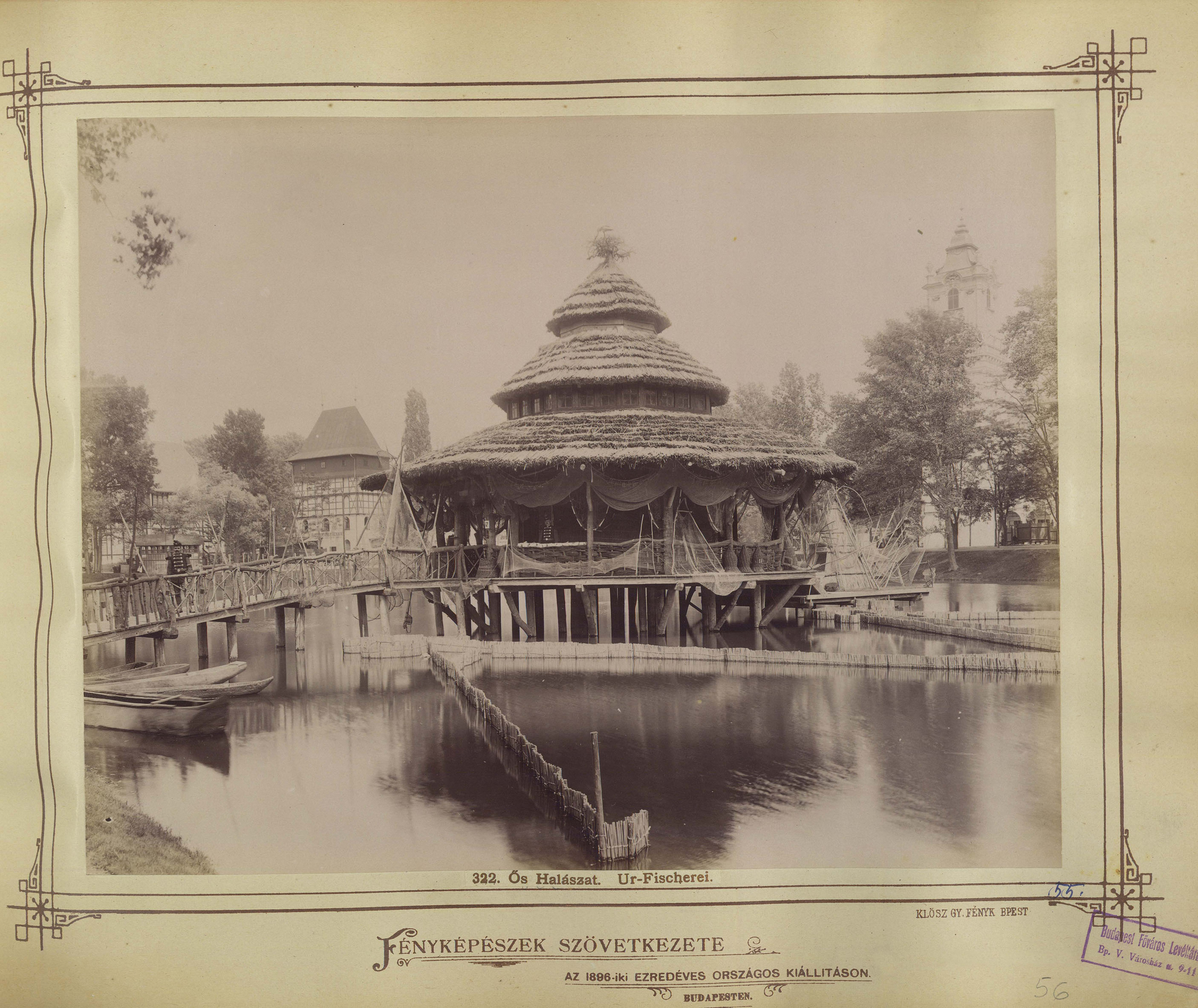
Az ősfoglalkozások csarnoka (1896-os millenniumi ünnepségek)
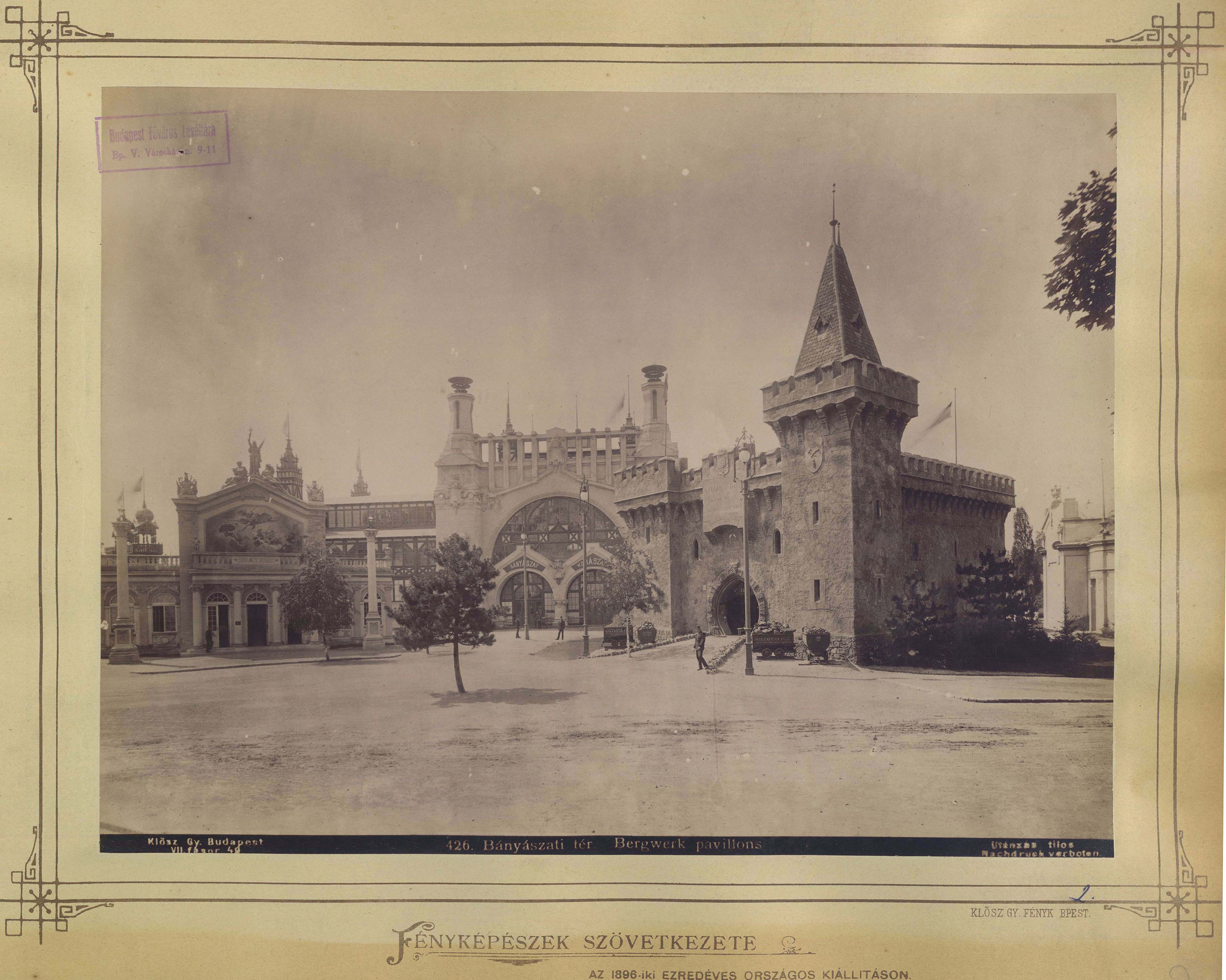
A bányászat és kohászat csarnoka (1896-os millenniumi ünnepségek)
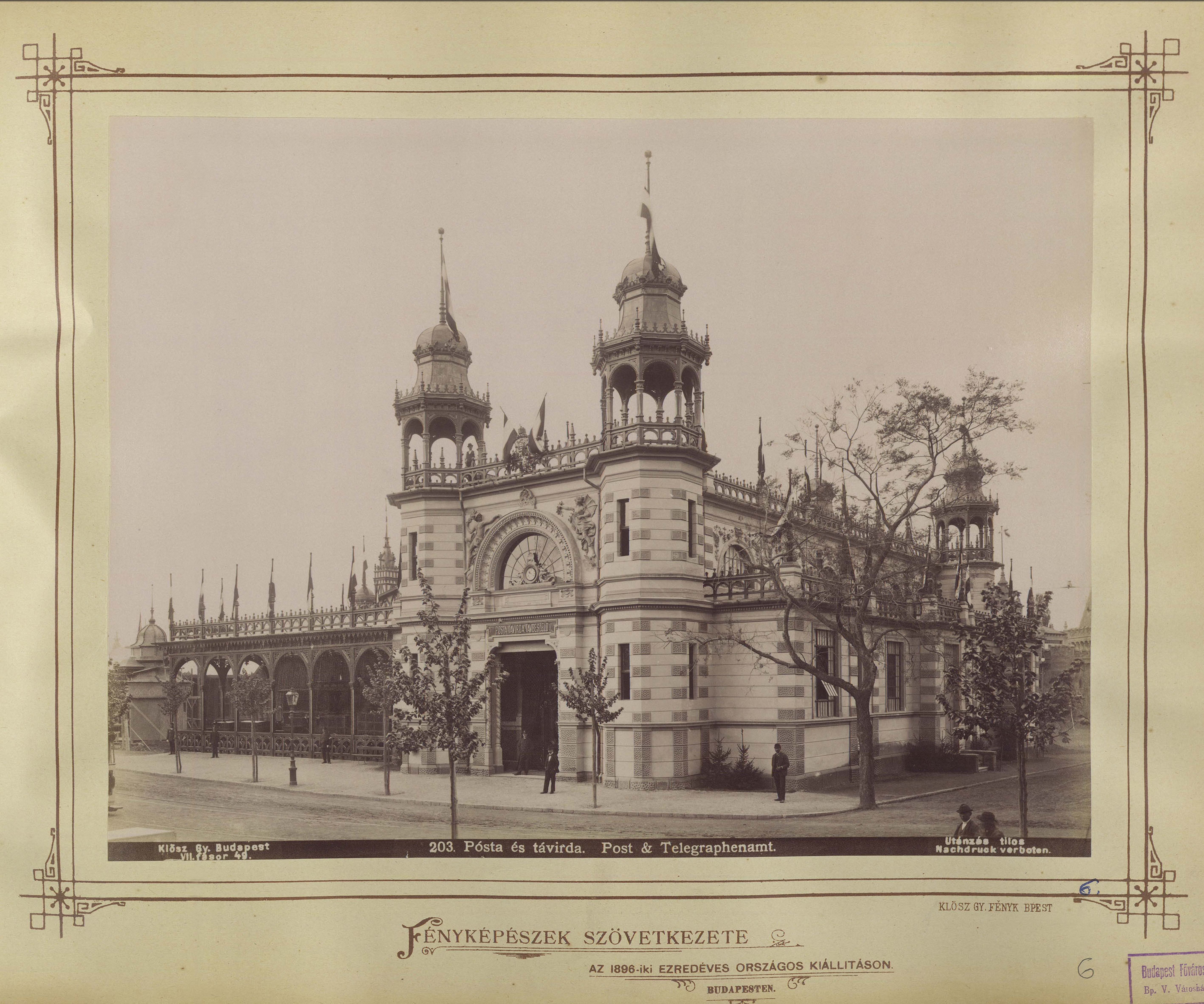
A posta-, távíró- és telefon csarnok (1896-os millenniumi ünnepségek)
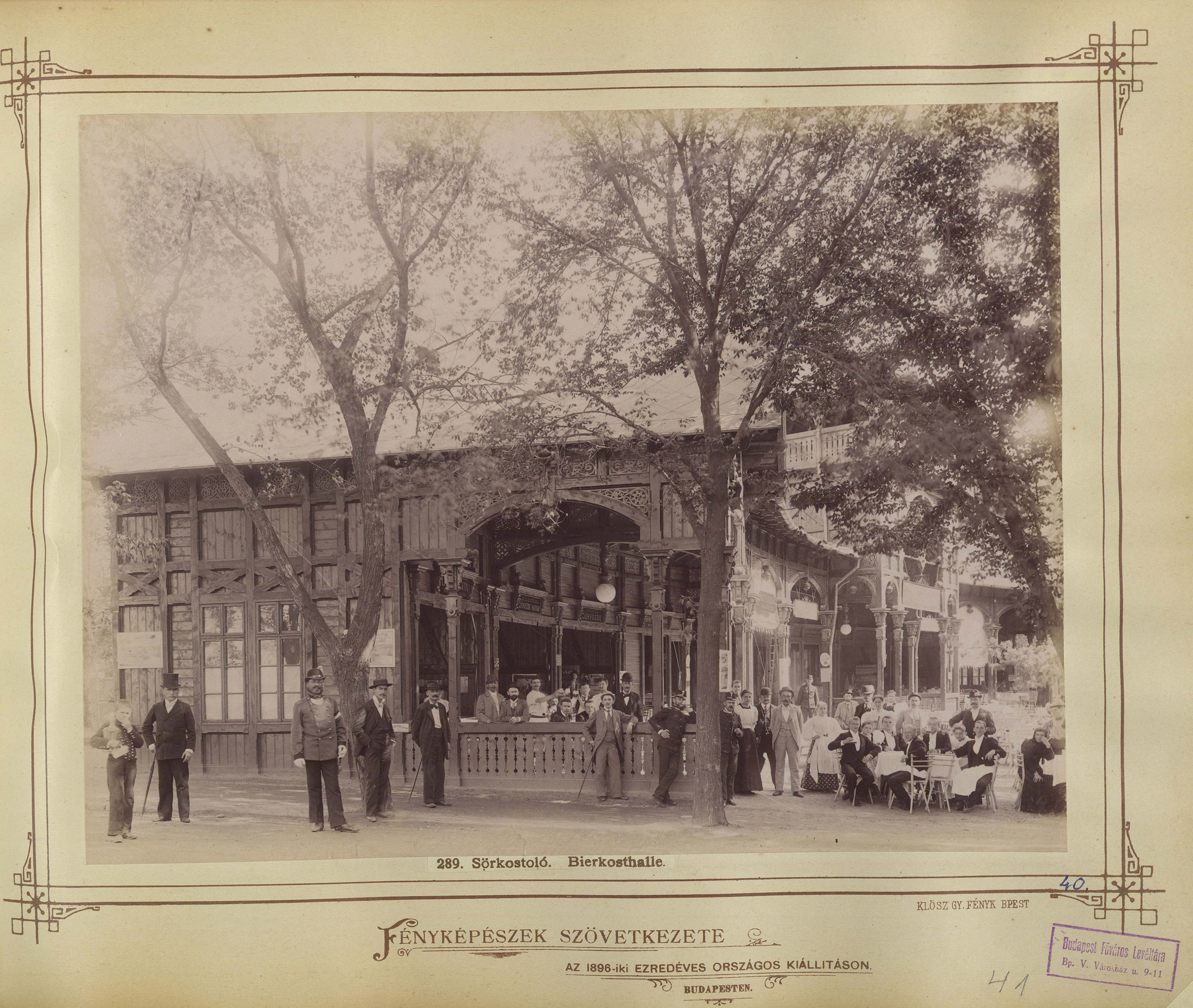
Vidéki sörkóstoló csarnok (1896-os millenniumi ünnepségek)
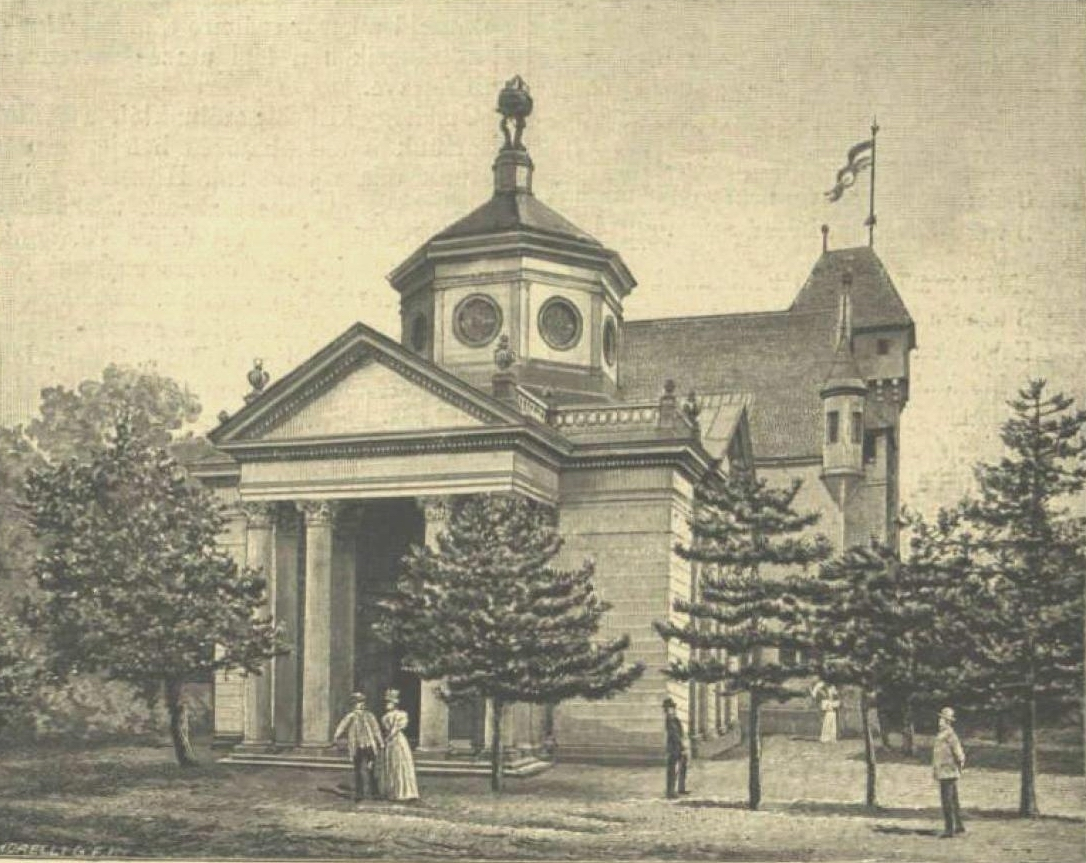
Igazságügyi csarnok (1896-os millenniumi ünnepségek)
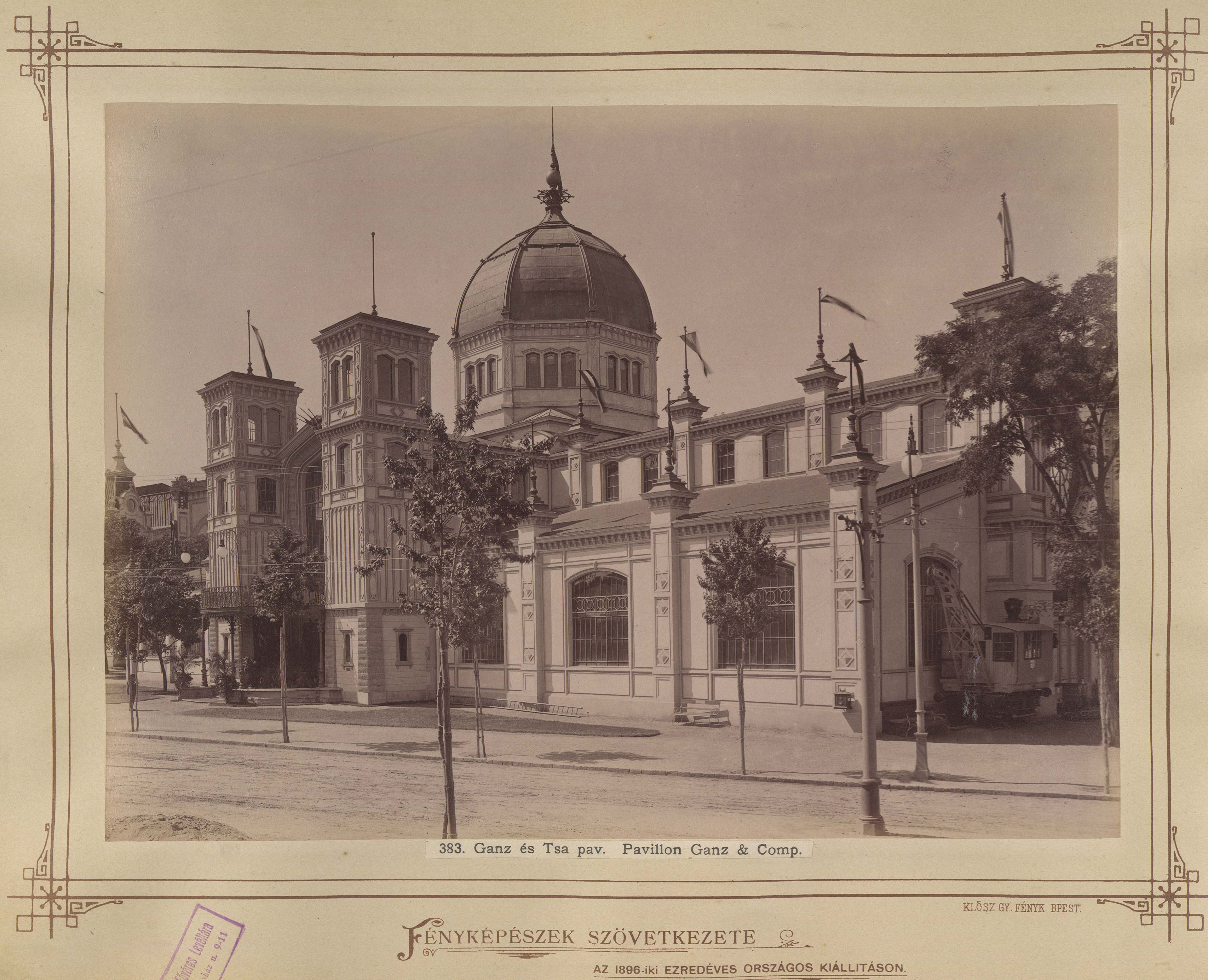
Ganz és társa csarnoka (1896-os millenniumi ünnepségek)
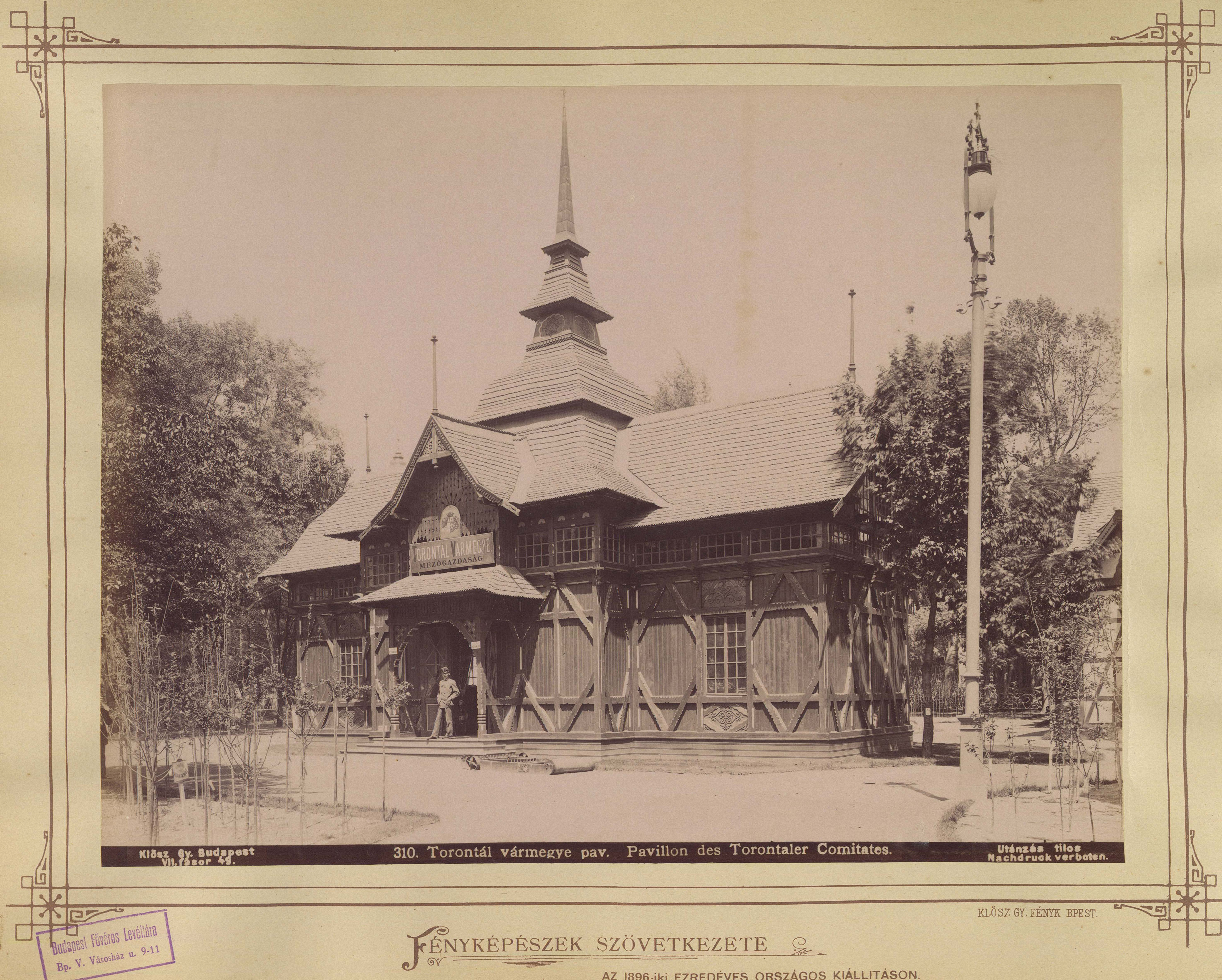
Torontál vármegye csarnoka (1896-os millenniumi ünnepségek)
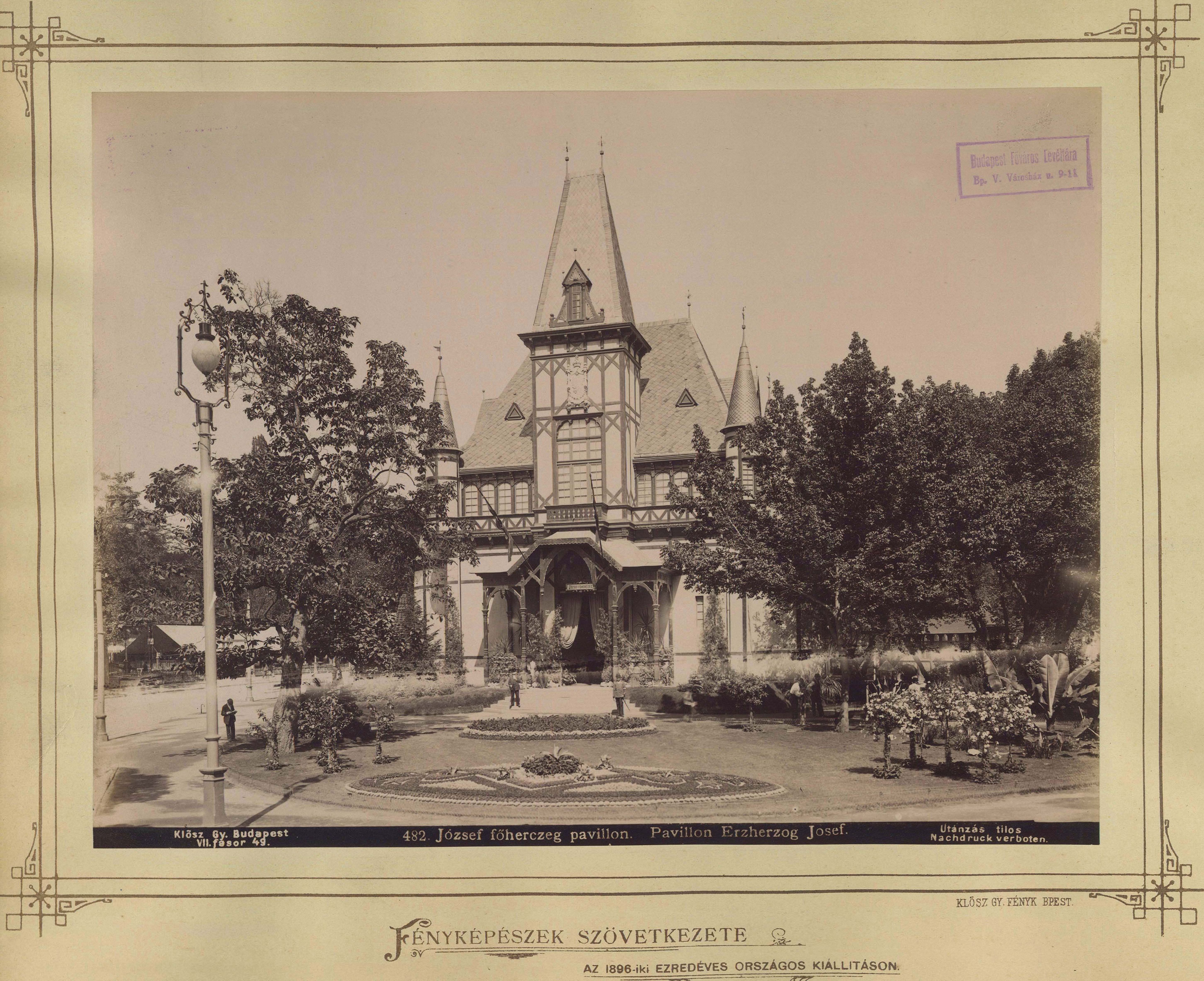
József főherceg csarnoka (1896-os millenniumi ünnepségek)